# Bitva čtyř králů
Bitva čtyř králů (svatodušní pondělí 31. května 1819) je největším zaznamenaným násilným střetem, ke kterému došlo v zemích Koruny české v souvislosti s populárními svatodušními jízdami králů.
V daném roce se na lověšických pastvinách setkaly průvody obcí Lověšice, Horní Moštěnice, Bochoř a Šířava (první a poslední obec jsou teď částmi Přerova). Odvěká rivalita mezi obcemi vedla k tomu, že se vytvořily dva zhruba stejné tábory: na jedné straně stáli moštěnští a lověšičtí, na druhé straně bochořští a šířavští.
Obě strany vyzvaly tu druhou k vydání králů a opuštění pastvin. Jelikož ani jedna neměla k něčemu takovému chuť, následovala srážka, při níž byly použity těžké hole, nože, šavle a patrně i ostrá střelba ze starých ceremoniálních pušek.
Srážka na lověšických pastvinách představuje největší násilný střet v historii jízd králů. Z 80 „bojovníků“, kteří se jí zúčastnili, jich 8 padlo na místě, z dvaceti těžce raněných jich později zemřelo ještě 5. Asi 40 dalších lidí bylo zraněno lehce. Střet měl za následek zákaz určitých zvyklostí spojených s jízdami králů (například nošení tasených šavlí).